# Corridos prohibidos
Los corridos prohibidos es el nombre que se le ha dado en Colombia al género musical norteño que de manera explícita narra en sus canciones historias de mafiosos y del contrabando de narcóticos, exaltando la rudeza de la cultura del narcotráfico. Las canciones que forman parte de este género y que en sus letras destacan este tipo de actividad al margen de la ley también son conocidas popularmente como “narcocorridos”.

## Historia
La Cruz de Marihuana del grupo musical Mexicano Exterminador, fue el punto de partida para la creación de la serie Corridos Prohibidos de la Productora ALMA RECORDS. 15 de marzo de 1997 fue la fecha de aparición del primer volumen.
Su productor, Alirio Castillo, quien desde sus inicios en la industria del disco se desempeñó como periodista, promotor y luego productor, no tenía claro cuál iba a ser el enfoque de este nuevo proyecto, pues sabía que las emisoras comerciales no iban a ser muy receptivas con este tipo de contenido musical.

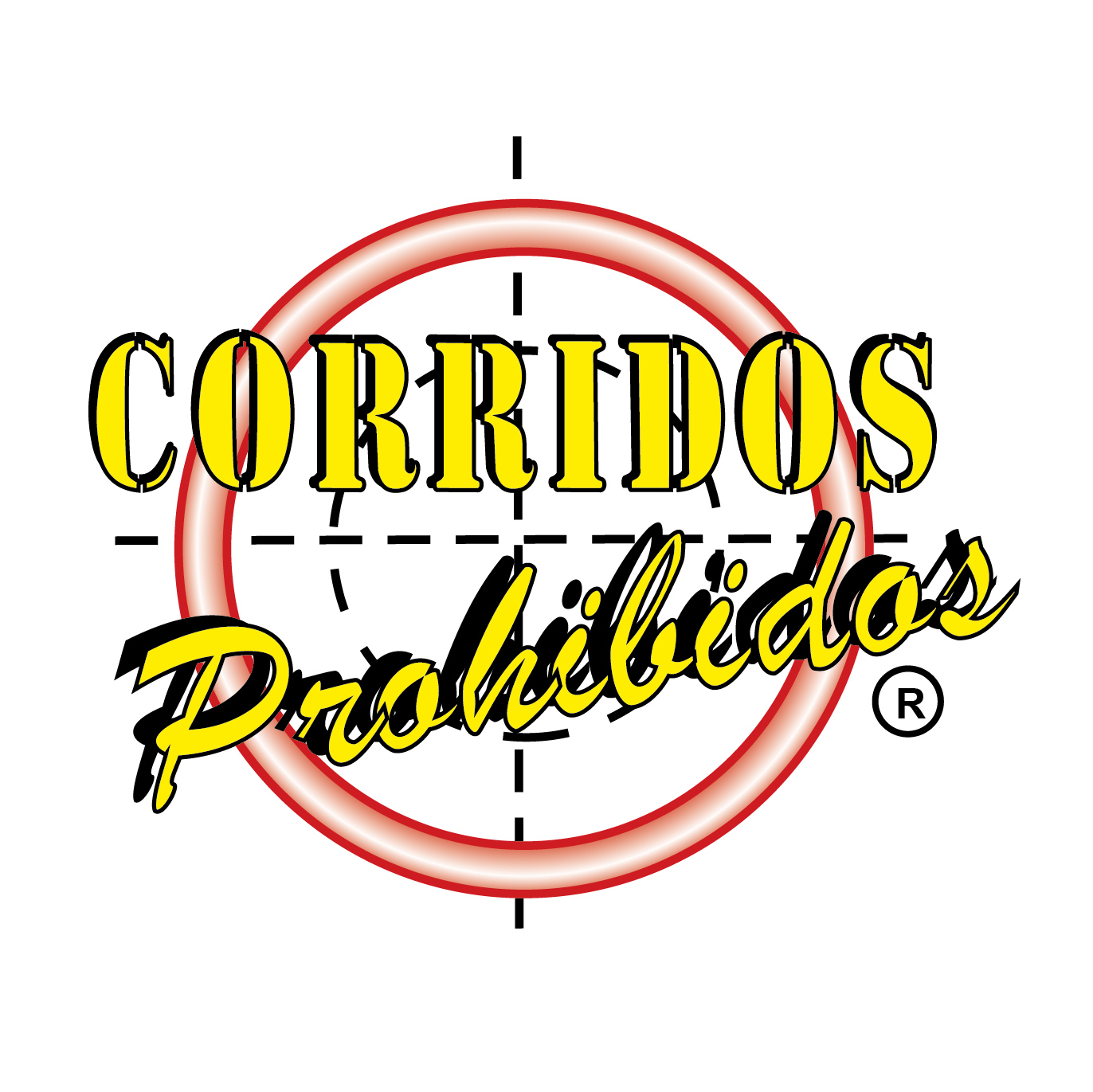
Logotipo Corridos Prohibidos

Para dar forma a la primera producción, dio inicio a la búsqueda de este tipo de canciones en el mercado nacional independiente y llegado el caso, a adaptarlas de producciones mexicanas, pues Los Tigres del Norte ya se habían mostrado con Contrabando y Traición y La Banda del Carro Rojo con relativo éxito
Castillo empezó a visitar varios pueblos de toda Colombia y se le ocurrió crear un álbum que los uniera a todos. En aquel momento bautizó Cantina abierta. Allí también incluyó 2 canciones que compró en los Estados Unidos del grupo Exterminador: La pista secreta y La cruz de marihuana. Esta última se volvió éxito rotundo en varias regiones del país, sobre todo entre raspachines y campesinos..
El mercado para este tipo de música existía, especialmente en los pueblos y su difusión se lograba a través de las rockolas en las cantinas. La primera producción vendió más de cien mil copias en Colombia, las zonas del país que mejor reaccionaron a su lanzamiento fueron Santander y los Llanos Orientales. 
En un momento en que circular por carretera en Colombia era peligroso, Castillo visitó lugares a los cuales muchos tenían temor de acercarse, como parte de su recorrido promocional y también para recoger nuevas historias que pudieran ser narradas en sus corridos. 
Uno de los éxitos del primer álbum de Corridos Prohibidos fue el tema «Corrido del Cocalero», del artista Uriel Henao, creado tras las marchas campesinas en Caquetá y Putumayo donde exigieron inversión social a nivel estatal; la suspensión de fumigaciones con glifosato y promover planes agrícolas comercialmente viables. La canción tuvo gran acogida en San Vicente del Caguán hasta llegar a ser reconocida por toda Colombia. 
El Volumen 1 obtuvo gran éxito en varias ciudades del país, en 1998 salió el volumen 2, y en los años siguientes uno cada año. Para el volumen 3, Castillo quiso enfocar sus narraciones al conflicto interno colombiano, las letras de las canciones comenzaron a abordar temas relacionados con la guerrilla, los paramilitares y el gobierno corrupto; además de describir personajes dedicados al tráfico ilegal como La Mula (el que transporta droga), El Raspachín (quien recoge hojas para venderlas) y El Patrón (dueño del negocio). 
En el año 2000 se publicaron dos nuevos álbumes, el primero: 32 Corridos Más Famosos del Mundo, con 32 canciones, identificado como el volumen 3 de la serie.  
Incluía corridos clásicos, algunos en versiones originales y otros covers: La Banda del Carro Rojo, Cruz de Marihuana, Valientes de Sinaloa, La Kenworth Plateada, Muerte Anunciada, El Jefe de Jefes, Prefiero una Tumba en Colombia, son algunas de las canciones que formaron parte del contenido de esta producción. 
60 días después del lanzamiento del volumen 4,  se publicó el álbum: Corridos Prohibidos Vol. 5, con un repertorio totalmente inédito, y también con 32 canciones. 
En este volumen apareció por primera vez, uno de los corridos que con el tiempo se convertiría en una canción clásica y muy representativa del género norteño en Colombia: "Historia de un guerrillero y un paraco", si bien esta canción, trata del enfrentamiento entre dos personajes que son adversarios, por pertenecer a bandos contrarios del conflicto colombiano: la guerrilla de las FARC-EP y los paramilitares de las AUC, el contenido del álbum en general seguía la tendencia de los anteriores: historias de narcotráfico. Canciones como: Dicen que la Coca y Yo, El Traqueto, coquero en el Putumayo, La Mafia no Perdona, Cruz de Coca, También las Mujeres Pueden y La Dura de la Coca, entre otros, formaron parte del contenido de este álbum.
En el año 2001 se efectuó una alianza entre las compañías: Alma Records, productora de Corridos Prohibidos Colombia, y JAN Music, representantes de Fonovisa México, para producir el vol. 6 de la serie. Con canciones sobre el narcotráfico y autores e intérpretes de ambas nacionalidades (Colombia y México) se publicó ese álbum de 32 corridos, en el que participaron artistas como: Los Huracanes del Norte, Los tigres del Norte, Grupo Exterminador, Luis y Julián, Polo Urías, por México y por Colombia intérpretes como: La pandilla del Río Bravo, Grupo Mezcal, Héctor Herrera, Ovidio Rivera, Los Renegados, entre otros. El concepto seguía siendo el conflicto generado por el narcotráfico.
Poco a poco la temática de las canciones fue dejando de lado el tema del narcotráfico y paulatinamente sus letras empezaron a narrar la realidad del conflicto armado colombiano, de este modo, en el año 2003 se grabaron dos producciones: los volúmenes 7 y 8, cada uno con 13 canciones y con un repertorio enfocado a historias que contaban las duras vivencias de todos los involucrados en esta guerra interna: víctimas y victimarios. Canciones como: "Pal’ Parche" (que hace referencia a la dosis personal de marihuana), "Carta de un Secuestrado", Masacre de Patios (canción que narra la muerte de 24 paramilitares de las AUC a manos del Ejército Colombiano en una emboscada en Segovia, Antioquia), "La Guerrera Negra", "El Raspachín", "El Hijo de la Coca", "El Coquero Moderno", "Gracias a la Coca" y "Los pasos del Narco", entre otras.